# Nicolò Bulega

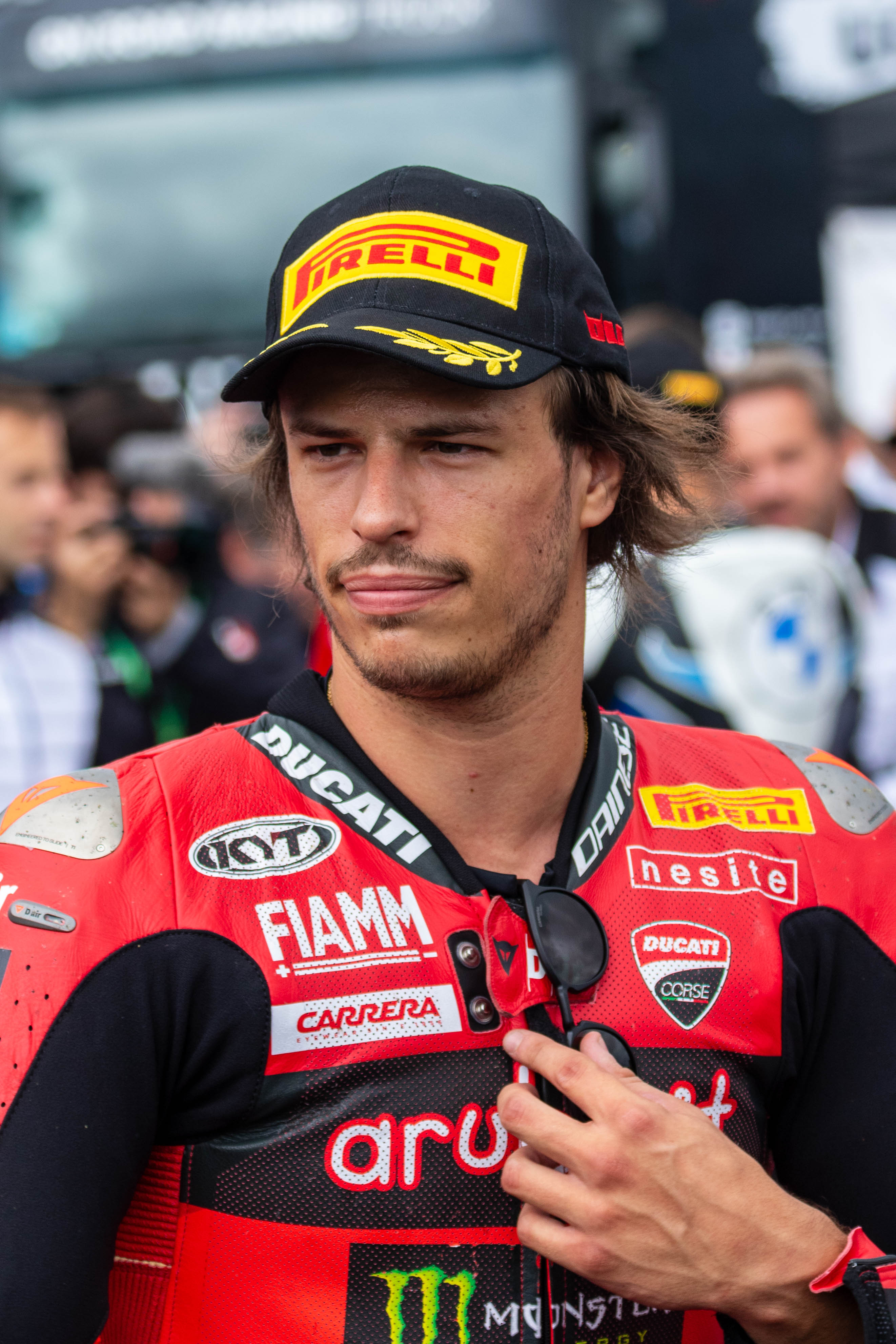
Bulega 2024.

Nicolò Bulega, född 16 oktober 1999 i Montecchio Emilia, är en italiensk roadracingförare. Han blev världsmästare i klassen Supersport säsongen 2023. Bulega har också tävlat i Moto3-klassen och Moto2-klassen i världsmästerskapen i Grand Prix Roadracing.
Bulega vann 2015 den spanska mästerskapen i Moto3 vilket också räknas som juniorvärldsmästerskap. Han fick göra VM-debut i Valencias Grand Prix 2015 och Roadracing-VM 2016 körde han VM-serien i Moto3 för Sky Racing Team VR46. Han stannade i Moto3 till säsongen 2018 med två pallplatser som bästa resultat. Till 2019 gick han upp i Moto2-klassen, där han stannade till 2021 utan några pallplatser. Säsongen 2022 tävlade Bulega för Ducati i Supersport och lyckades mycket bättre. Han tog nio pallplatser och slutade fyra i mästerskapet. Säsongen 2023 dominerade Bulega med segrar i 14 av säsongens 22 heat och blev världsmästare. Han gick till säsongen 2024 upp till Superbike för Ducati. Han var med och slogs om VM-titeln sitt debutår och slutade på andra plats efter Toprak Razgatlıoğlu. Detta efter 6 segrar, 15 andraplatser och 3 tredjeplatser. Bulega fortsatte hos Ducati 2025.

## Framskjutna placeringar
Uppdaterad till 19 oktober 2016.
| Nr | Grand Prix | År   |
| -- | ---------- | ---- |
| 1  | Spanien    | 2016 |

| Nr | Grand Prix | År   |
| -- | ---------- | ---- |
| 1  | Japan      | 2016 |